# Tesgüino
Tesgüino è un tipo di birra ottenuta dal mais. È la bevanda tradizionale prodotta dal popolo Tarahumara, che abita le aree della Sierra Madre in Messico.
La bevanda prende nome di batári quando è preparata partendo dalla farina di mais, mentre viene chiamata pacik quando è ottenuta dal mais fresco.